# The Cinematics
The Cinematics – szkocka grupa muzyczna, powstała jesienią 2003 roku w Glasgow. Formacja gra muzykę z rodzaju czystego indie rocka oraz rocka alternatywnego. Choć zespół powstał w 2003 roku, to muzycy poznali się już wcześniej w ich wcześniejszym mieście rodzinnym, położonym na wyżynach Szkocji - Dingwall.
Przełomowym okazał się rok 2005 - po udanym koncercie w Manchesterze podpisali kontrakt w Lennym Johnsonem z wytwórni płytowej TVT Records. Zespół zdobył i zdobywa wielu fanów poprzez supportowanie bardziej znanych grup takich jak m.in.: Snow Patrol, The Bravery czy Editors.
Szóstego marca 2007 roku The Cinematics wydali długo wyczekiwany album zatytułowany "A Strange Education". Longplay został wyprodukowany przy pomocy Simona Barnicotta i Stephena Hague'a, kojarzonych do tej pory z takimi formacjami jak: Blur, Arctic Monkeys, Pet Shop Boys czy Kasabian. Album zawiera świetne, energiczne utwory, które są pełne dynamizmu, energii i rockandrollowego grania, a w połączeniu z niesamowitym szkockim akcentem wokalisty dają słuchającemu wiele wrażeń i emocji.
W marcu 2008 roku z grupą żegna się Ramsay Miller (gitara prowadząca). Powodem odejścia jest opieka nad nowo narodzonym synem. Do grupy dołącza Larry Reid, który wcześniej występował w zespole Blitzhoney. Nowy gitarzysta miał okazję sprawdzić się już podczas lutowej trasy koncertowej po Niemczech.

## Skład zespołu
- Scott Rinning - (wokal, gitara)
- Ross Bonney - (perkusja)
- Larry Reid - (gitara prowadząca)
- Adam Goemans - (gitara basowa)

## Dyskografia

### Albumy
- A Strange Education (marzec 2007)
- Love and Terror (wrzesień 2009)

### Single
- Chase (październik 2007)
- Break (listopad 2006)
- Keep Forgetting (luty 2007)
- Love and Terror (maj 2009)

### EP
- Live Sessions EP (2007)
- Silent Scream EP (maj  2010)